# Kasr al-Uchajdir
Kasr al-Uchajdir, arab. قصر الأخيضر (albo Pałac al-Uchajdir)  – zamek z wczesnego okresu panowania Abbasydów położony na zachodniej pustyni Iraku, 50 km na południowy zachód od Karbali i 19 km na wschód od Ajn at-Tamr.

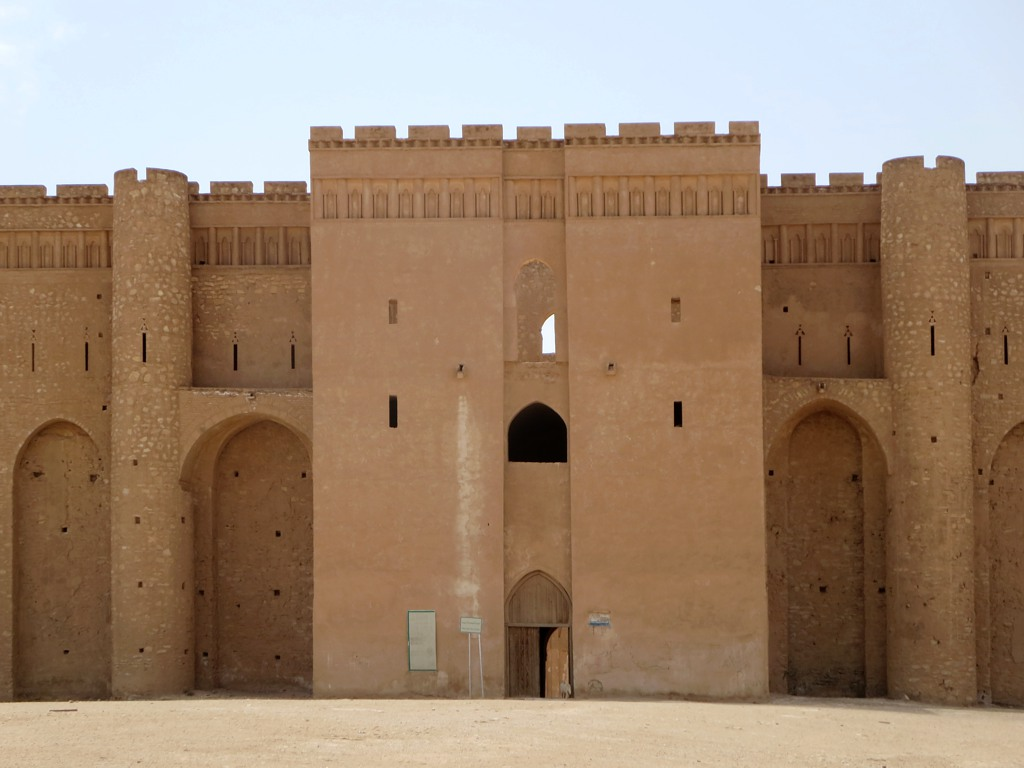
Brama północna

Nie znamy oryginalnej nazwy Al-Uchajdir. Współczesna nazwa znaczy „mały zielony” i odnosi się do względnie zielonego miejsca na pustyni, lub być może koloru budynku. Po raz pierwszy odwiedził go Pietro della Valle w 1625, po czym został on ponownie odkryty przez Louisa Massignona w 1908. Następnie w 1909 zamek odwiedziła Gertrude Bell, która niedługo później opublikowała pierwszą książkę na jego temat. W 1910 jego plan sporządził niemiecki architekt Oscar Reuther, który w 1912 wydał następną poświęconą mu książkę. W 1912 Al-Uchajdir odwiedził Alois Musil. Począwszy od 1964 na jego terenie były prowadzone wykopaliska pod patronatem Generalnego Dyrektoriatu do spraw Starożytności i do 1990 znaczna część zamku została zrekonstruowana.
Usytuowanie na pustyni i zewnętrzne obwarowania Al-Uchajdir nawiązują do umajjadzkich zamków pustynnych w Syrii, jednak rozmiar i duża część budowli są zupełnie inne. Prostokątny zamek o rozmiarach 175 na 169 m został postawiony na ogromnej rampie z ubitej ziemi. Do jego budowy użyto tłucznia w zaprawie przykrytej stiukem, sklepienia natomiast zrobione są z wypalanej cegły. Ta technika budowlana oraz „masywne filary podnoszące zamknięte łukiem wgłębienia umieszczone w ścianach sal sklepionych kolebkowo, sklepienia o zarysie ostrołukowym, użycie blend do dekoracji dużych powierzchni ścian - wszystko to wskazuje na utrzymywanie się sasanidzkich metod w budownictwie”.
Zewnętrzny mur jest wysoki na 21 m i posiada cztery bramy, zaś wewnętrzny prostokątny budynek przylegający do północnej ściany ma rozmiary 80 na 112 m. Westybulowe kilkukondygnacyjne przejście poprzedza komnatę przekrytą kopułą, z której przechodzi się do długiego pomieszczenia, a następnie do części składającej się z kilku reprezentacyjnych dziedzińców, dalej do ejwanu i pomieszczenia zamkniętego kopułą. Centralny dziedziniec jest otoczony przez meczet, łaźnię i sześć zespołów mieszkalnych, każdy z własnym mniejszym dziedzińcem i parą stojących naprzeciwko siebie ejwanów. Część północna posiada także dwa magazyny, zaś główny dziedziniec jest ozdobiony dwoma poziomami niszy z ozdobnymi cegłami od strony północnej, które niegdyś oba biegły wzdłuż całego budynku, ale do dzisiaj zachował się tylko jeden z nich. Ten plan wywodzi się z późnosasanidzkiego Pałacu Chosrowa w Ghasr-e Szirin i posiada swoje odpowiedniki w umajjadzkich pałacach w Ammanie i Mszatcie. W sumie Al-Uchajdir jest „jedynym znanym abbasydzkim zamkiem pustynnym”.

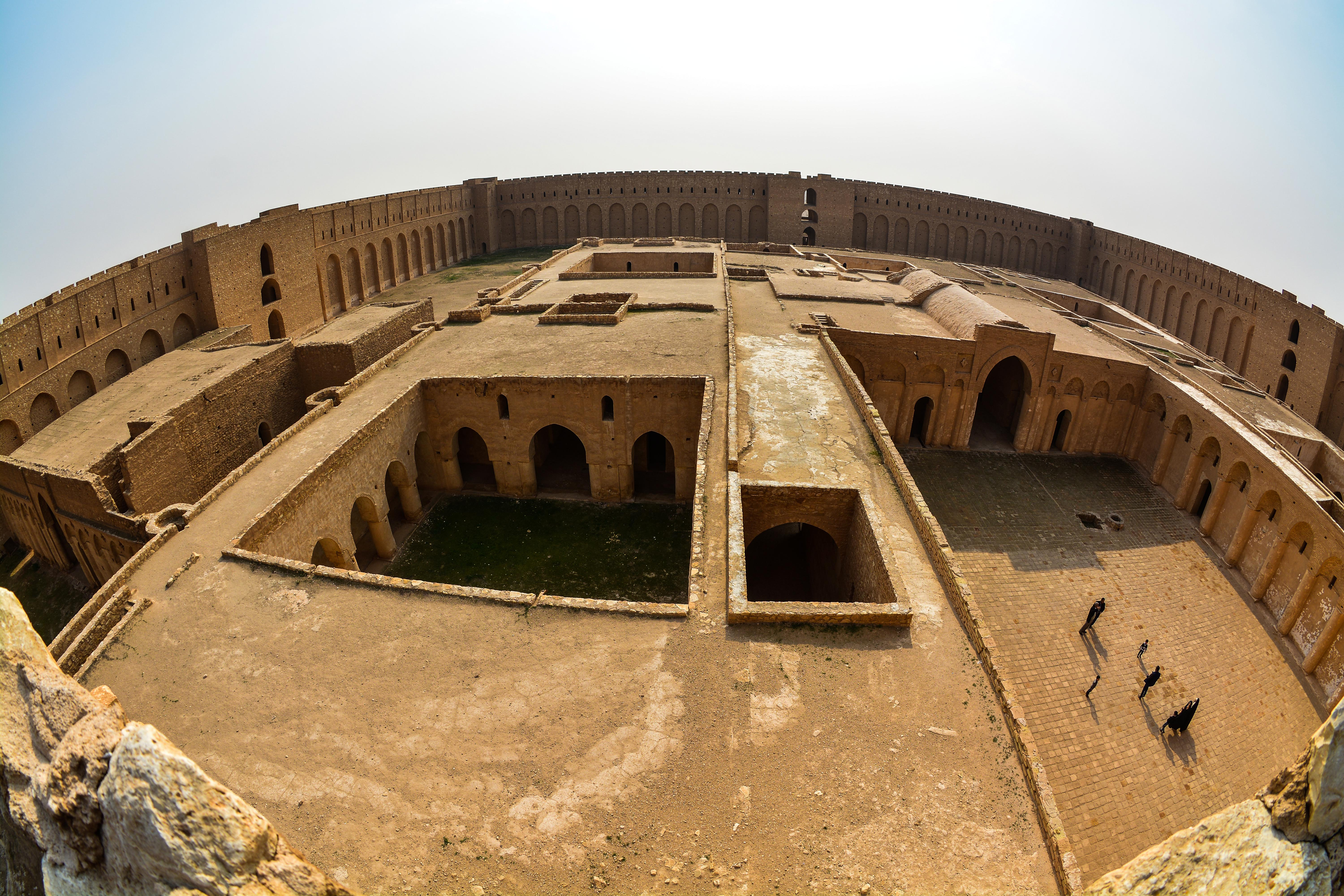
Widok z góry

Budynek nie zawiera śladów rekonstrukcji i prawdopodobnie był zamieszkany jedynie przez krótki czas. Wewnątrz znaleziono ceramikę z drugiej połowy VIII w. oraz miedzianą monetę kalifa Al-Mansura (754 - 775) datowaną na rok 773/774. Wewnątrz obwarowań znaleziono także dwa dirhamy Al-Mansura i Al-Mahdiego (775 - 785). Proponowano różne daty budowy Al-Uchajdir pomiędzy epoką Sasanidów a X wiekiem. Jednak zarówno wskazane powyżej świadectwa archeologiczne jak i podobieństwo do wymienionych zamków umajjadzkich wskazują na drugą połowę VIII w. Creswell wiązał Al-Uchajdir z osobą Isy Ibn Musy, członka rodu Abbasydów, który miał wycofać się do swojej rezydencji w 775/776 gdy został wykluczony z porządku sukcesji przez kalifa Al-Mahdiego. Chociaż położenie rezydencji Isy wskazywane przez źródła nie odpowiada Al-Uchajdir to Creswell oraz Salih al-Ali proponowali utożsamienie go z Kasr Bani Mukatil, który według niektórych źródeł miał leżeć nieopodal Ajn at-Tamr. Kasr Mukatil miał jeszcze przedmuzułmańskie korzenie i Ali Mohammed Mehdi uważał iż bardziej prawdopodobnym fundatorem Al-Uchajdir był Isa Ibn Ali, wuj Al-Mansura, który miał zburzyć Kasr Mukatil i następnie go odbudować.
7 lipca 2000 Kasr al-Uchajdir został wpisany na listę informacyjną światowego dziedzictwa UNESCO.